# Taos (Nuevo México)
Taos es un pueblo ubicado en el condado de Taos en el estado estadounidense de Nuevo México. En el Censo de 2010 tenía una población de 5716 habitantes y una densidad poblacional de 387,46 personas por km².
Se encuentra sobre un brazo del Río Bravo en la Sierra de la Sangre de Cristo y está compuesto de tres villas: Don Fernando de Taos, la localidad indígena de San Gerónimo y los Ranchos de Taos.

## Historia
En 1580, la región alrededor de Taos fue llamada Nueva Tlaxcala. Fue uno de los primeros asentamientos españoles de la zona y el escenario de la Revuelta Pueblo en 1680, donde se enfrentaron varios pueblos indígenas contra los españoles y sus aliados indígenas. El lugar se convirtió tiempo después en un importante centro comercial del Camino de Santa Fe. Sufrió importantes daños durante la revuelta contra la ocupación estadounidense y el sitio de 1847. En el siglo XX, albergó la llegada de artistas y escritores que se mudaron allí, como por ejemplo D. H. Lawrence.

## Geografía
Taos se encuentra ubicado en las coordenadas 36°23′13″N 105°34′49″O / 36.38694, -105.58028. Según la Oficina del Censo de los Estados Unidos, Taos tiene una superficie total de 14.75 km², de la cual 14.75 km² corresponden a tierra firme y 0 km² (0 %) es agua.

## Demografía
Según el censo de 2010, había 5716 personas residiendo en Taos. La densidad de población era de 387,46 hab./km². De los 5716 habitantes, Taos estaba compuesto por el 71.1 % blancos, el 0.68 % eran afroamericanos, el 5.32 % eran amerindios, el 0.96 % eran asiáticos, el 0.02 % eran isleños del Pacífico, el 16.48 % eran de otras razas y el 5.44 % pertenecían a dos o más razas. Del total de la población el 51.94 % eran hispanos o latinos de cualquier raza.

## Educación
Las Escuelas Municipales de Taos gestiona escuelas públicas.

## Celebridades
- Donald Rumsfeld, político y dos veces Secretario de Defensa estadounidense, falleció en Taos a los 88 años.

En la actualidad reside en la misma residencia la famosa actriz Julia Roberts y su marido los cuales compraron el rancho al hoy fallecido Donald Rumsfeld

## Zumbido de Taos
Algunos residentes y visitantes de la pequeña ciudad de Taos llevan escuchando desde hace muchos años un molesto, desconcertante y misterioso zumbido de baja frecuencia en el aire del desierto. Describen dicho sonido con el de “un motor diésel sonando a través de los cristales”. Este curioso fenómeno recibe el nombre de "zumbido de Taos" (en inglés "Taos hum"). Curiosamente, solo alrededor del 2% de los residentes de Taos dicen haber escuchado este sonido. Las numerosas expediciones que hasta allí se han desplazado para investigar el fenómeno nunca han podido precisar de dónde proviene y a qué es debido dicho zumbido.

### Explicaciones científicas

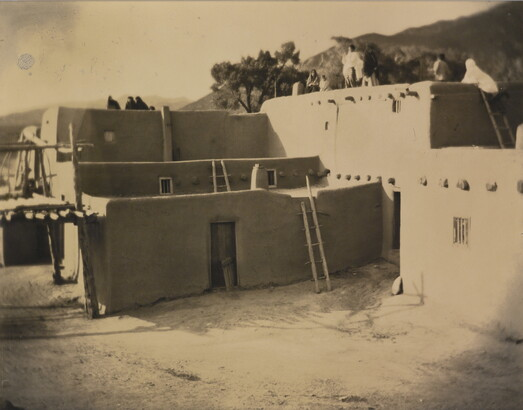
Un rincón de una de las grandes casas comunitarias de Taos, alrededor de 1929. El pueblo estaba construido en cinco terrazas que se retiraban y se conectaban mediante escaleras de mano.

- Un rincón de una de las grandes casas comunitarias de Taos, alrededor de 1929. El pueblo estaba construido en cinco terrazas que se retiraban y se conectaban mediante escaleras de mano. Los sistemas de comunicaciones submarinas operando en ELF (Extremely Low Frequency): aunque el zumbido de Taos es detectado en el rango de los 75 Hz y las comunicaciones submarinas están en el rango de los 38 y 80 Hz, se cree que este podría ser un efecto de las ELF pero no se explica porque el fenómeno fue detectado desde 1991 si las comunicaciones submarinas empezaron a operar en 1987.
- Infrasonidos de la naturaleza: movimientos de las placas tectónicas, o algún efecto geológico.
- Ondas electromagnéticas causadas por meteoritos: Cuando un meteorito se desintegra en la atmósfera produce emisiones de frecuencia audible, también puede asociarse a tormentas de viento solar.
- Fenómeno Brummton: Teoría en la cual se dice que el ruido se origina en el tímpano, por problemas en el músculo de este.
- Podría tratarse de la acústica propia de la ciudad. También se sospecha de la existencia de alguna base militar secreta que lleva a cabo experimentos.